# Lega B 2024 (football americano)
La Lega B 2024 è la 33ª edizione del campionato di football americano di secondo livello, organizzato dalla SAFV.

## Squadre partecipanti
| Club                | Città      | Stadio           | Sponsor ufficiale | Risultato nella stagione 2023 |
| ------------------- | ---------- | ---------------- | ----------------- | ----------------------------- |
| Bienna Jets         | Bienne     | Stadion Gurzelen |                   |                               |
| Langenthal Invaders | Langenthal |                  |                   |                               |
| Lausanne LUCAF Owls | Losanna    |                  |                   |                               |
| Luzern Lions        | Lucerna    |                  |                   |                               |
| Schaffhausen Sharks | Sciaffusa  |                  |                   |                               |

## Stagione regolare

### Calendario

#### 1ª giornata
| Bienne 1º aprile 2024, ore 14:00 | Bienna Jets | 7 – 29 referto | Luzern Lions | Sportplatz Mettmoos\| Arbitro: \| Böni \| |
| Arbitro:                         | Böni        |                |              |                                           |

#### 2ª giornata
| Chavannes-près-Renens 7 aprile 2024, ore 14:00 | Lausanne LUCAF Owls | 13 – 8 referto | Langenthal Invaders | Centre Sportif\| Arbitro: \| Gameiro Lopes \| |
| Arbitro:                                       | Gameiro Lopes       |                |                     |                                               |

#### 3ª giornata
| Neuhausen am Rheinfall 14 aprile 2024, ore 14:00 | Schaffhausen Sharks | 19 – 23 referto | Bienna Jets | Stadion Langriet\| Arbitro: \| Waser \| |
| Arbitro:                                         | Waser               |                 |             |                                         |

| Lucerna 14 aprile 2024, ore 14:00 | Luzern Lions | 10 – 15 referto | Langenthal Invaders | Stadion Allmend\| Arbitro: \| Zwicker \| |
| Arbitro:                          | Zwicker      |                 |                     |                                          |

#### 4ª giornata
| Lucerna 21 aprile 2024, ore 14:00 | Luzern Lions | 14 – 0 referto | Schaffhausen Sharks | Stadion Allmend\| Arbitro: \| Strähl \| |
| Arbitro:                          | Strähl       |                |                     |                                         |

| Bienne 21 aprile 2024, ore 14:00 | Bienna Jets | 0 – 6 referto | Lausanne LUCAF Owls | Sportplatz Mettmoos\| Arbitro: \| Gerber \| |
| Arbitro:                         | Gerber      |               |                     |                                             |

#### 5ª giornata
| Neuhausen am Rheinfall 28 aprile 2024, ore 14:00 | Schaffhausen Sharks | 7 – 31 referto | Langenthal Invaders | Stadion Langriet\| Arbitro: \| Birnbaum \| |
| Arbitro:                                         | Birnbaum            |                |                     |                                            |

| Chavannes-près-Renens 28 aprile 2024, ore 14:00 | Lausanne LUCAF Owls | 0 – 8 referto | Luzern Lions | Centre Sportif\| Arbitro: \| Gameiro Lopes \| |
| Arbitro:                                        | Gameiro Lopes       |               |              |                                               |

#### 6ª giornata
| Langenthal 4 maggio 2024, ore 18:00 | Langenthal Invaders | 29 – 14 referto | Bienna Jets | Stadion Hard\| Arbitro: \| M. Meier \| |
| Arbitro:                            | M. Meier            |                 |             |                                        |

| Chavannes-près-Renens 5 maggio 2024, ore 14:00 | Lausanne LUCAF Owls | 12 – 13 referto | Schaffhausen Sharks | Centre Sportif\| Arbitro: \| Gameiro Lopes \| |
| Arbitro:                                       | Gameiro Lopes       |                 |                     |                                               |

#### 7ª giornata
| Langenthal 18 maggio 2024, ore 18:00 | Langenthal Invaders | 6 – 13 referto | Luzern Lions | Stadion Hard\| Arbitro: \| M. Meier \| |
| Arbitro:                             | M. Meier            |                |              |                                        |

| Bienne 20 maggio 2024, ore 14:00 | Bienna Jets | 7 – 20 referto | Schaffhausen Sharks | Sportplatz Mettmoos\| Arbitro: \| Gerber \| |
| Arbitro:                         | Gerber      |                |                     |                                             |

#### 8ª giornata
| Langenthal 25 maggio 2024, ore 18:00 | Langenthal Invaders | 27 – 10 referto | Lausanne LUCAF Owls | Stadion Hard\| Arbitro: \| Kämpf \| |
| Arbitro:                             | Kämpf               |                 |                     |                                     |

| Neuhausen am Rheinfall 26 maggio 2024, ore 14:00 | Schaffhausen Sharks | 29 – 28 referto | Luzern Lions | Stadion Langriet\| Arbitro: \| Vogel \| |
| Arbitro:                                         | Vogel               |                 |              |                                         |

#### 9ª giornata
Giornata rinviata

#### 10ª giornata
| Lucerna 8 giugno 2024, ore 18:00 | Luzern Lions | 3 – 7 referto | Lausanne LUCAF Owls | Leichtathletikstadion Hubelmatt\| Arbitro: \| Gerber \| |
| Arbitro:                         | Gerber       |               |                     |                                                         |

| Bienne 9 giugno 2024, ore 14:00 | Bienna Jets | 7 – 29 referto | Langenthal Invaders | Sportplatz Mettmoos\| Arbitro: \| M. Meier \| |
| Arbitro:                        | M. Meier    |                |                     |                                               |

#### 11ª giornata
| Langenthal 15 giugno 2024, ore 18:00 | Langenthal Invaders | 55 – 21 referto | Schaffhausen Sharks | Stadion Hard\| Arbitro: \| Fouillet \| |
| Arbitro:                             | Fouillet            |                 |                     |                                        |

| Chavannes-près-Renens 16 giugno 2024, ore 14:00 | Lausanne LUCAF Owls | 33 – 6 referto | Bienna Jets | Centre Sportif\| Arbitro: \| Böni \| |
| Arbitro:                                        | Böni                |                |             |                                      |

#### 12ª giornata
| Lucerna 22 giugno 2024, ore 18:00 | Luzern Lions | 10 – 3 referto | Bienna Jets | Leichtathletikstadion Hubelmatt\| Arbitro: \| Birnbaum \| |
| Arbitro:                          | Birnbaum     |                |             |                                                           |

| Neuhausen am Rheinfall 23 giugno 2024, ore 14:00 | Schaffhausen Sharks | 14 – 17 referto | Lausanne LUCAF Owls | Stadion Langriet\| Arbitro: \| Strähl \| |
| Arbitro:                                         | Strähl              |                 |                     |                                          |

### Classifica
La classifica della regular season è la seguente:
- PCT = percentuale di vittorie, G = partite giocate, V = partite vinte, P = partite perse, PF = punti fatti, PS = punti subiti

| Pos. | Squadra             | PCT  | G | V | N | P | PF  | PS  |
| ---- | ------------------- | ---- | - | - | - | - | --- | --- |
| 1    | Langenthal Invaders | .750 | 8 | 6 | 0 | 2 | 200 | 95  |
| 2    | Luzern Lions        | .625 | 8 | 5 | 0 | 3 | 115 | 67  |
| 3    | Lausanne LUCAF Owls | .625 | 8 | 5 | 0 | 3 | 98  | 79  |
| 4    | Schaffhausen Sharks | .375 | 8 | 3 | 0 | 5 | 123 | 187 |
| 5    | Bienna Jets         | .125 | 8 | 1 | 0 | 7 | 67  | 175 |

## Playoff

### Tabellone
|  | Semifinali | Semifinali          | Semifinali |                     |   | XIX Finale Lega B   | XIX Finale Lega B | XIX Finale Lega B |  |
|  |            |                     |            |                     |   |                     |                   |                   |  |
|  | 1          | Langenthal Invaders | 40         |                     |   |                     |                   |                   |  |
|  | 1          | Langenthal Invaders | 40         |                     |   |                     |                   |                   |  |
|  | 4          | Schaffhausen Sharks | 12         |                     |   |                     |                   |                   |  |
|  | 4          | Schaffhausen Sharks | 12         |                     | 1 | Langenthal Invaders | 16                |                   |  |
|  |            |                     |            |                     | 1 | Langenthal Invaders | 16                |                   |  |
|  |            |                     | 3          | Lausanne LUCAF Owls | 9 |                     |                   |                   |  |
|  | 2          | Luzern Lions        | 3          | Lausanne LUCAF Owls | 9 | 3                   |                   |                   |  |
|  | 2          | Luzern Lions        |            |                     |   |                     |                   |                   |  |
|  | 3          | Lausanne LUCAF Owls | 6          |                     |   |                     |                   |                   |  |

### Semifinali
| Langenthal 29 giugno 2024, ore 18:00 | Langenthal Invaders | 40 – 12 referto | Schaffhausen Sharks | Stadion Hard\| Arbitro: \| Strähl \| |
| Arbitro:                             | Strähl              |                 |                     |                                      |

| Lucerna 29 giugno 2024, ore 18:00 | Luzern Lions | 3 – 6 referto | Lausanne LUCAF Owls | Leichtathletikstadion Hubelmatt\| Arbitro: \| Fouillet \| |
| Arbitro:                          | Fouillet     |               |                     |                                                           |

### XIX Finale Lega B
| Langenthal 6 luglio 2024, ore 18:00 | Langenthal Invaders                                    | 16 – 9 referto | Lausanne LUCAF Owls | Stadion Hard\| Arbitri: \| Urben Waldspurger Bösch Buntschu Kölliker Jungen Lange \| |
| Arbitri:                            | Urben Waldspurger Bösch Buntschu Kölliker Jungen Lange |                |                     |                                                                                      |

## Spareggio promozione
| 14 luglio 2024, ore 14:00 | Bern Grizzlies | - – - (rinviata) referto | Langenthal Invaders |  |

## Verdetti
- Langenthal Invaders Campioni Lega B